# Elasmocercus minusculus
Elasmocercus minusculus är en insektsart som först beskrevs av Bolívar, I. 1908.  Elasmocercus minusculus ingår i släktet Elasmocercus och familjen vårtbitare. Inga underarter finns listade i Catalogue of Life.